# أيام المنيرة (مسلسل)
أيام المنيرة مسلسل مصري تناول التغير السياسي الحادث بمصر خلال فترة السبعينيات والثمانينيات والصراع الدائر بين اليمين واليسار في ذلك الوقت الإخوان المسلمين والتيار الشيوعي الماركسي، من بطولة جلال الشرقاوي ومحمود ياسين وبوسي وعبد العزيز مكيوي. قصة المسلسل مأخوذة عن رواية بنفس الاسم للكاتب محمد جلال.

## بطولة
| - محمود ياسين:سمير عبد الكريم - بوسي:سهير - حسن حسني:الشيخ علي زهرة - جلال الشرقاوي:رأفت باشا - أحمد ماهر - مادلين طبر:ليلى - عايدة عبد العزيز:علية - أحمد مرعي - حسين الشربيني:عريان الدمنهوري - جمال إسماعيل - عبد العزيز مكيوي - مي عبد النبي - إسماعيل محمود - أمال رمزي:منى - سلوى محمود | - محمد عبد الجواد - فتوح أحمد:حودة - عايدة فهمي - نادية عزت:أم طارق - إبراهيم سكر - صلاح رشوان:فوزي بك - عبد الله محمود:طارق - أحمد حلاوة:شحاتة - صلاح عبد الله:عصفور الحلاق - فتحية طنطاوي - جليلة محمود - توفيق عبد الحميد - مفيد عاشور - أحمد عبد القادر - محمد يوسف:أبو حطب خادم رأفت باشا | - محمود عامر - شريف صبري:ضابط أمن دولة - عبد الحميد أنيس - عبد الغني ناصر - لمياء الأمير - علي حسنين - سمير وحيد - رضا الجمال:أمير التبليغ والدعوة - ياسر علي ماهر - عزت بدران - فوزية عزت - علاء مرسي - سعيد صديق:ضابط شرطة - ناصر شاهين - نعيم عيسى | - فادية عكاشة - سلوى محمد علي - عبير عادل - ليلى مجدي - منال عفيفي:تهاني - أمل رزق:سامية - محمد سعد:زنجر - فاطمة عفيفي:ولاء - خالد النجدي:نصر - سحر عبد الله - عبد اللطيف الطحاوي - سليمان عيد - عبد الرحمن حامد - منير مكرم | - جلال عثمان - عبد الله حفني - أحمد حافظ - أحمد عمار - عادل عطية - يوسف عبيد - شعبان حلمي - عصام السيسي - طارق عبد الفتاح - كريم شريف:طفل - أحمد زاهر - متولي علوان - فوزي الشرقاوي - عبير فوزي |

## روابط خارجية
- أيام المنيرة على موقع قاعدة بيانات الأفلام العربية